# Омонія (футбольний клуб)
Атлетичний клуб «Омонія» (грец. Αθλητικός Σύλλογος Ομόνοια) — кіпрський футбольний клуб з міста Нікосія.

## Досягнення
- Чемпіон Кіпру (21): 1961, 1966, 1972, 1974, 1975, 1976, 1977, 1978, 1979, 1981, 1982, 1983, 1984, 1985, 1987, 1989, 1993, 2001, 2003, 2010, 2021
- Володар Кубка Кіпру (16): 1965, 1972, 1974, 1980, 1981, 1982, 1983, 1988, 1991, 1994, 2000, 2005, 2011, 2012, 2022, 2023
- Володар Суперкубка Кіпру (17): 1966, 1979, 1980, 1981, 1982, 1983, 1987, 1988, 1989, 1991, 1994, 2001, 2003, 2005, 2010, 2012, 2021

## Склад команди
Станом на 22 грудня 2024
| №  | Поз. | Нац.                 | Гравець             |
| -- | ---- | -------------------- | ------------------- |
| 2  | ЗХ   | Сенегал              | Альфа Діунку        |
| 3  | ЗХ   | Греція               | Фотіс Кіцос         |
| 4  | ЗХ   | Швеція               | Філіп Геландер      |
| 5  | ЗХ   | Малі                 | Сену Кулібалі       |
| 7  | НП   | Кабо-Верде           | Віллі Семеду        |
| 8  | НП   | Чорногорія           | Стеван Йоветич      |
| 9  | НП   | Кіпр                 | Андронікос Какулліс |
| 11 | ПЗ   | Бразилія             | Евандро             |
| 14 | НП   | Польща               | Маріуш Стемпінський |
| 17 | ЗХ   | Греція               | Янніс Масурас       |
| 20 | ПЗ   | Боснія і Герцеговина | Матео Марич         |
| 21 | НП   | Сербія               | Велько Шимич        |
| 22 | ЗХ   | Угорщина             | Адам Ланг           |

| №  | Поз. | Нац.       | Гравець                   |
| -- | ---- | ---------- | ------------------------- |
| 23 | ВР   | Нігерія    | Френсіс Узохо             |
| 24 | ЗХ   | Марокко    | Амін Хаммас               |
| 30 | ЗХ   | Кіпр       | Ніколас Панайоту          |
| 31 | ПЗ   | Кіпр       | Іоанніс Кусулос (капітан) |
| 33 | ПЗ   | Польща     | Матеуш Мусіаловський      |
| 40 | ВР   | Бразилія   | Фабіано                   |
| 75 | НП   | Кіпр       | Лоїзос Лоїзу              |
| 76 | ПЗ   | Кіпр       | Хараламбос Хараламбус     |
| 80 | ПЗ   | Чорногорія | Новиця Еракович           |
| 90 | ПЗ   | Україна    | Роман Безус               |
| 98 | ВР   | Кіпр       | Хараламбос Кіріакідіс     |
| 99 | НП   | Камерун    | Саіду Аліум               |

## Відомі гравці
- Сотіріс Каяфас — володар «Золотого бутса» 1976 року, найрезультативніший гравець в історії чемпіонатів Кіпру[2], лауреат ювілейної нагороди УЄФА.
- Райнер Рауффманн — німецький футболіст, який чотири рази ставав кращим бомбардиром першості Кіпру. Виступав за збірну Кіпру і команду німецької бундесліги «Айнтрахт» (Франкфурт). В чемпіонатах Кіпру — 192 голи в 153 іграх.
- Метт Дербішир — півфіналіст молодіжного чемпіонату Європи у складі збірної Англії, переможець кубка Інтертото, кращий бомбардир двох сезонів першості Кіпру.
- Ніколас Георгіу

## Виступи в єврокубках

### Кубок європейських чемпіонів / Ліга чемпіонів
| Кубок європейських чемпіонів / Ліга чемпіонів | Кубок європейських чемпіонів / Ліга чемпіонів | Кубок європейських чемпіонів / Ліга чемпіонів | Кубок європейських чемпіонів / Ліга чемпіонів | Кубок європейських чемпіонів / Ліга чемпіонів | Кубок європейських чемпіонів / Ліга чемпіонів | Кубок європейських чемпіонів / Ліга чемпіонів |
| Сезон                                         | Раунд                                         | Суперник                                      | Вдома                                         | На виїзді                                     | В сукупності                                  |                                               |
| --------------------------------------------- | --------------------------------------------- | --------------------------------------------- | --------------------------------------------- | --------------------------------------------- | --------------------------------------------- | --------------------------------------------- |
| 1966–67                                       | Перший раунд                                  | Мюнхен 1860                                   | 1–2                                           | 0–8                                           | 1–10                                          |                                               |
| 1972–73                                       | Перший раунд                                  | Вотерфорд Юнайтед                             | 2–0                                           | 1–2                                           | 3–2                                           |                                               |
| 1972–73                                       | Другий раунд                                  | Баварія Мюнхен                                | 0–4                                           | 0–9                                           | 0–13                                          |                                               |
| 1974–75                                       | Перший раунд                                  | Корк Селтік                                   |                                               |                                               | (w/o)                                         |                                               |
| 1975–76                                       | Перший раунд                                  | Акранес                                       | 2–1                                           | 0–4                                           | 2–5                                           |                                               |
| 1976–77                                       | Перший раунд                                  | ПАОК                                          | 0–2                                           | 1–1                                           | 1–3                                           |                                               |
| 1977–78                                       | Перший раунд                                  | Ювентус                                       | 0–3                                           | 0–2                                           | 0–5                                           |                                               |
| 1978–79                                       | Перший раунд                                  | Богеміан                                      | 2–1                                           | 0–1                                           | 2–2 (г)                                       |                                               |
| 1979–80                                       | Перший раунд                                  | Ред Бойз Діфферданж                           | 6–1                                           | 2–1                                           | 7–3                                           |                                               |
| 1979–80                                       | Другий раунд                                  | Аякс                                          | 4–0                                           | 0–10                                          | 4–10                                          |                                               |
| 1981–82                                       | Перший раунд                                  | Бенфіка                                       | 0–1                                           | 0–3                                           | 0–4                                           |                                               |
| 1982–83                                       | Перший раунд                                  | ГІК                                           | 2–0                                           | 0–3                                           | 2–3                                           |                                               |
| 1983–84                                       | Перший раунд                                  | ЦСКА Софія                                    | 4–1                                           | 0–3                                           | 4–4 (г)                                       |                                               |
| 1984–85                                       | Перший раунд                                  | Динамо Бухарест                               | 2–1                                           | 1–4                                           | 3–5                                           |                                               |
| 1985–86                                       | Перший раунд                                  | Рабат Аякс                                    | 5–0                                           | 5–0                                           | 10–0                                          |                                               |
| 1985–86                                       | Другий раунд                                  | Андерлехт                                     | 1–3                                           | 0–1                                           | 1–4                                           |                                               |
| 1987–88                                       | Перший раунд                                  | Шемрок Роверс                                 | 0–0                                           | 1–0                                           | 1–0                                           |                                               |
| 1987–88                                       | Другий раунд                                  | Стяуа                                         | 0–2                                           | 1–3                                           | 1–5                                           |                                               |
| 1989–90                                       | Перший раунд                                  | Сваровскі-Тіроль                              | 2–3                                           | 0–6                                           | 2–9                                           |                                               |
| 1993–94                                       | Попередній раунд                              | Арау                                          | 2–1                                           | 0–2                                           | 2–3                                           |                                               |
| 2001–02                                       | Другий кв. раунд                              | Црвена Звезда                                 | 1–1                                           | 1–2                                           | 2–3                                           |                                               |
| 2003–04                                       | Перший кв. раунд                              | Іртиш                                         | 0–0                                           | 2–1                                           | 2–1                                           |                                               |
| 2003–04                                       | Другий кв. раунд                              | Вісла Краків                                  | 2–2                                           | 2–5                                           | 4–7                                           |                                               |
| 2010–11                                       | Другий кв. раунд                              | Ренова                                        | 3–0                                           | 2–0                                           | 5–0                                           |                                               |
| 2010–11                                       | Третій кв. раунд                              | Ред Булл Зальцбург                            | 1–1                                           | 1–4                                           | 2–5                                           |                                               |

### Кубок УЄФА / Ліга Європи
| Кубок УЄФА / Ліга Європи | Кубок УЄФА / Ліга Європи | Кубок УЄФА / Ліга Європи | Кубок УЄФА / Ліга Європи | Кубок УЄФА / Ліга Європи | Кубок УЄФА / Ліга Європи | Кубок УЄФА / Ліга Європи |
| Сезон                    | Раунд                    | Суперник                 | Вдома                    | На виїзді                | В сукупності             |                          |
| ------------------------ | ------------------------ | ------------------------ | ------------------------ | ------------------------ | ------------------------ | ------------------------ |
| 1986–87                  | Перший раунд             | Спортул Студенцеск       | 1–1                      | 0–1                      | 1–2                      |                          |
| 1990–91                  | Перший раунд             | Славія Софія             | 4–2                      | 1–2                      | 5–4                      |                          |
| 1990–91                  | Другий раунд             | Андерлехт                | 1–1                      | 0–3                      | 1–4                      |                          |
| 1995–96                  | Попередній раунд         | Сліма Вондерерс          | 3–0                      | 2–1                      | 5–1                      |                          |
| 1995–96                  | Перший раунд             | Лаціо                    | 1–2                      | 0–5                      | 1–7                      |                          |
| 1998–99                  | Перший кв. раунд         | Лінфілд                  | 5–1                      | 3–5                      | 8–6                      |                          |
| 1998–99                  | Другий кв. раунд         | Рапід Відень             | 3–1                      | 0–2                      | 3–3 (г)                  |                          |
| 1999–00                  | Кв. раунд                | Білшина                  | 3–0                      | 5–1                      | 8–1                      |                          |
| 1999–00                  | Перший раунд             | Ювентус                  | 2–5                      | 0–5                      | 2–10                     |                          |
| 2000–01                  | Кв. раунд                | Нафтекс                  | 0–0                      | 1–2                      | 1–2                      |                          |
| 2004–05                  | Перший кв. раунд         | Слога Югомагнат          | 4–0                      | 4–1                      | 8–1                      |                          |
| 2004–05                  | Другий кв. раунд         | ЦСКА Софія               | 1–1                      | 1–3                      | 2–4                      |                          |
| 2005–06                  | Перший кв. раунд         | Гіберніанс               | 3–0                      | 3–0                      | 6–0                      |                          |
| 2005–06                  | Другий кв. раунд         | Динамо Бухарест          | 2–1                      | 1–3                      | 3–4                      |                          |
| 2006–07                  | Перший кв. раунд         | Рієка                    | 2–1                      | 2–2                      | 4–3                      |                          |
| 2006–07                  | Другий кв. раунд         | Литекс                   | 0–0                      | 1–2                      | 1–2                      |                          |
| 2007–08                  | Перший кв. раунд         | Рудар Плєвля             | 2–0                      | 2–0                      | 4–0                      |                          |
| 2007–08                  | Другий кв. раунд         | ЦСКА Софія               | 1–1                      | 1–2                      | 2–3                      |                          |
| 2008–09                  | Перший кв. раунд         | Мілано                   | 2–0                      | 2–1                      | 4–1                      |                          |
| 2008–09                  | Другий кв. раунд         | АЕК                      | 2–2                      | 1–0                      | 3–2                      |                          |
| 2008–09                  | Перший раунд             | Манчестер Сіті           | 1–2                      | 1–2                      | 2–4                      |                          |
| 2009–10                  | Другий кв. раунд         | ГБ Торсгавн              | 4–0                      | 4–1                      | 8–1                      |                          |
| 2009–10                  | Третій кв. раунд         | Васлуй                   | 1–1                      | 0–2                      | 1–3                      |                          |
| 2010–11                  | Плей-оф раунд            | Металіст                 | 0–1                      | 2–2                      | 2–3                      |                          |
| 2011–12                  | Третій кв. раунд         | АДО Ден Гаг              | 3–0                      | 0–1                      | 3–1                      |                          |
| 2011–12                  | Плей-оф раунд            | Ред Булл Зальцбург       | 2–1                      | 0–1                      | 2–2 (г)                  |                          |
| 2012–13                  | Третій кв. раунд         | Црвена Звезда            | 0–0                      | 0–0                      | 0–0 (5–6 п)              |                          |
| 2013–14                  | Другий кв. раунд         | Астра                    | 1–2                      | 1–1                      | 2–3                      |                          |
| 2014–15                  | Другий кв. раунд         | Будучност                | 0–0                      | 2–0                      | 2–0                      |                          |
| 2014–15                  | Третій кв. раунд         | Металург Скоп'є          | 3–0                      | 1–0                      | 4–0                      |                          |
| 2014–15                  | Плей-оф раунд            | Динамо Москва            | 1–2                      | 2–2                      | 3–4                      |                          |
| 2015–16                  | Перший кв. раунд         | Динамо Батумі            | 2–0                      | 0–1                      | 2–1                      |                          |
| 2015–16                  | Другий кв. раунд         | Ягеллонія Білосток       | 1–0                      | 0–0                      | 1–0                      |                          |
| 2015–16                  | Третій кв. раунд         | Брондбю                  | 2–2                      | 0–0                      | 2–2 (г)                  |                          |
| 2016–17                  | Перший кв. раунд         | Бананц                   | 4–1                      | 1–0                      | 5–1                      |                          |
| 2016–17                  | Другий кв. раунд         | Бейтар Єрусалим          | 3–2                      | 0–1                      | 3–3 (г)                  |                          |